# Berserker (álbum de Amon Amarth)
Berserker es el undécimo álbum de estudio de la banda sueca de death metal Amon Amath. Fue lanzado el 3 de mayo de 2019 a través de Metal Blade Records. El álbum fue producido por Jay Ruston y es el primero que presenta al baterista Jocke Wallgren, quien se unió a la banda en 2016.

## Contenido
Las canciones de "Berserker", según el cantante Johann Hegg, tratan temas mitológicos y hechos históricos. Además, hay canciones que metafóricamente parecen historias vikingas, pero en realidad tratan temas más profundos.
- "Fafner's Gold" cuenta la historia del enano Regin y el dragón Fafner de la mitología nórdica. Según Johann Hegg, la canción trata sobre la codicia humana y lo que le hace a la gente.
- "Crack the Sky" se refiere al dios Thor pero también tiene alusiones al jugador de béisbol Trevor Bauer de los Cleveland Indians. Bauer es fan de la banda y el estadio de los Indians toca la canción The Pursuit of Vikings cuando Bauer va a lanzar.
- "Skoll y Hati" trata de los lobos Sköll y Hati que intentan devorar al sol y la luna respectivamente. Si lo hacen, todo morirá, lo que, según Hegg, sería un “concepto emocionante”.
- "The Berserker at Stamford Bridge" trata de la batalla de Stamford Bridge de 1066. Las tropas inglesas sorprendieron al ejército de los vikingos, que se retiraron a través de Stamford Bridge. Un vikingo, el Berserker (cuyo nombre se desconoce), se quedó en el puente y mató a varios soldados ingleses más antes de caer él mismo. Hegg escribió el texto desde tres perspectivas: la de los ingleses, la de los vikingos y la del berserker. La canción no tiene coro.
- La canción "Raven's Flight" fue inspirada por la serie de televisión Vikings así como en la táctica del muro de escudos, pero por otro lado también se trata de personas que se mantienen unidas por necesidad.[4]
- "Valkyria" trata de las Valquirias, las encargadas de llevar a los guerreros caídos en combate al Valhalla. Según Johann Hegg, la canción también trata sobre los desafíos de la vida de gira y la nostalgia.
- "Ironside" cuenta la historia de Björn Járnsíða - según la leyenda, un hijo del legendario rey nórdico Ragnar Lodbrok - y su intento de lidiar con las presiones y expectativas del legado de su padre.
- La canción "Into the Dark" aparentemente trata sobre el dios Loki, pero aborda el tema de la depresión.
- "Wings of Eagles" trata sobre la historia de Leif Erikson y su descubrimiento de América. Según Hegg, si bien es una historia de fracaso, también se trata de valentía y éxito. Johann Hegg ya había tenido la idea de este texto en el fondo de su mente durante diez o quince años, pero aún no había encontrado la canción adecuada para él.
- Según Hegg, "When Once Again We Can Set Our Sails" es una metáfora de volver a salir de gira con su banda.[5]

## Lista de canciones
| N.º | Título                                 | Duración |  |
| 1.  | «Fafner's Gold»                        | 5:00     |  |
| 2.  | «Crack the Sky»                        | 3:49     |  |
| 3.  | «Mjölner, Hammer of Thor»              | 4:42     |  |
| 4.  | «Shield Wall»                          | 3:46     |  |
| 5.  | «Valkyria»                             | 4:43     |  |
| 6.  | «Raven's Flight»                       | 5:20     |  |
| 7.  | «Ironside»                             | 4:30     |  |
| 8.  | «The Berserker at Stamford Bridge»     | 5:13     |  |
| 9.  | «When Once Again We Can Set Our Sails» | 4:24     |  |
| 10. | «Skoll and Hati»                       | 4:27     |  |
| 11. | «Wings of Eagles»                      | 4:03     |  |
| 12. | «Into the Dark»                        | 6:48     |  |

## Formación
- Olavi Mikkonen - guitarra solista
- Johan Hegg - voz
- Ted Lundström - bajo
- Johan Söderberg - guitarra rítmica
- Jocke Wallgren - batería

### Créditos
- Jay Ruston - producción
- Michael Lord - orquestación en "Into the Dark"

## Ranking
| Ranking (2019)                      | Posición más alta |
| ----------------------------------- | ----------------- |
| Australia (ARIA)                    | 19                |
| Austria (Ö3 Austria)                | 2                 |
| Bélgica (Ultratop flamenca)         | 11                |
| Bélgica (Ultratop valona)           | 48                |
| Canadá (Billboard Canadian Albums)  | 19                |
| República Checa (ČNS IFPI)          | 67                |
| Países Bajos (Album Top 100)        | 57                |
| Finlandia (Suomen Virallinen Lista) | 4                 |
| French Albums (SNEP)                | 50                |
| Alemania (Offizielle Top 100)       | 1                 |
| Hungría (MAHASZ)                    | 12                |
| Noruega (VG-lista)                  | 33                |
| Polonia (ZPAV)                      | 27                |
| Portugal (AFP)                      | 16                |
| Escocia (Scottish Albums Chart)     | 9                 |
| Spanish Albums (PROMUSICAE)         | 20                |
| Swedish Albums (Sverigetopplistan)  | 5                 |
| Suiza (Schweizer Hitparade)         | 1                 |
| Reino Unido (UK Albums Chart)       | 25                |
| Estados Unidos (Billboard 200)      | 47                |